# Casa Castells (Esparreguera)
La casa Castells és un edifici d'Esparreguera inclòs en l'Inventari del Patrimoni Arquitectònic de Catalunya.

## Descripció
És un habitatge de planta baixa i dos pisos fet de pedra parcialment arrebossada. La porta d'entrada és un arc de mig punt adovellat de pedra vista, a la clau hi ha un escut circular. El primer pis té quatre balcons amb baranes de ferro forjat i els sotabalcons tenen rajoles amb motius geomètrics diversos. El balcó central escapça una part de l'arc de la porta d'entrada. Al segon pis hi ha quatre balcons més, alineats amb els del pis inferior però de dimensions més reduïdes i amb un ull de bou cec a sobre. La coberta és a dues aigües de teula àrab, rematada per un canal de ceràmica verda. Pel que fa al seu interior, podem destacar l'enrajolat de la cuina i un llit barroc.

## Història
Al segle xvii ja hi havia notícies d'aquesta casa i un viatger esmenta que fou pintat el seu exterior imitant la pedra picada. La reina Maria Cristina es té constància que s'hi allotjà, mantenint una entrevista amb el general Espartero, de la que en sortí el pacte d'Esparreguera. La façana fou restaurada durant el segle xix.